# Cab (Train)
Cab è una canzone scritta e registrata dalla rock band statunitense Train. È stata pubblicata nel novembre 2005 come primo singolo tratto dal quarto album della band, For Me, It's You, e prodotta da Brendan O'Brien. Ha raggiunto una posizione in classifica più alta rispetto a quelle degli altri due singoli tratti dall'album, "Give Myself to You" e "Am I Reaching You Now".

## Video musicale
Il 25 ottobre 2009 è stato pubblicato su YouTube il video musicale della canzone. Nel video si vede il cantante Pat Monahan all'interno di un taxi (che richiama il titolo della canzone, poiché infatti "Cab" significa proprio "taxi"). Durante la corsa egli guarda ripetutamente fuori dal finestrino mentre nevica (richiamando nuovamente il testo della canzone). A queste immagini si alternano quelle che rappresentano i suoi pensieri, che raffigurano egli stesso che cammina sotto la neve e una donna. In più vengono talora mostrate immagini del traffico cittadino e solo per una volta viene inquadrato il tassista, che è interpretato dal batterista dei Train, Scott Underwood. In un'altra scena si vede il chitarrista dei Train, Jimmy Stafford, mentre entra in un taxi.

## Background
Secondo il cantante e frontman dei Train Pat Monahan, "Cab" e "All I Ever Wanted" sono state le prime due canzoni scritte per l'album, ispirato dalle emozioni che ha provato dopo il suo divorzio dalla ex-moglie Ginean Rapp nel 2004:
Monahan ha paragonato "Cab" all'essere la "canzone metaforica nell'album" aggiungendo:
In un'intervista con Aaron Cummins di VH1, l'allora bassista dei Black Crowes Johnny Colt ha riflettuto sul processo di registrazione del brano:

## Recensioni
La canzone ha ricevuto recensioni perlopiù contrastanti dalla critica. AllMusic ha dato della canzone una recensione positiva, dicendo che la parte del pianoforte è "degna di una delle più belle canzoni di Billy Joel" ("worthy of one of Billy Joel's finest songs") e che è stato usato "un sintetizzatore pittorico, chitarre acustiche strimpellate e un arrangiamento musicale che uccide" ("painterly synth, strummed acoustic guitars, and a killer string arrangement"). Ha anche affermato che è "una bella canzone, ma non la migliore" ("a fine song, but it's not the best one") dell'album. Rolling Stone la cita tra i punti salienti dell'album, dicendo che è "una metafora dell'inverno e del movimento veicolare" ("a wintry and moving vehicular metaphor").

## Tracce
1. Cab – 3:22

## Classifiche
| Classifica (2005)                          | Posizione più alta |
| ------------------------------------------ | ------------------ |
| Stati Uniti (Billboard Adult Top 40)       | 9                  |
| Classifica (2006)                          | Posizione più alta |
| Stati Uniti (Billboard Adult Contemporary) | 19                 |
| Stati Uniti (Billboard Triple A)           | 2                  |